# 寶性論
《寶性論》即《究竟一乘寶性論》，又稱《寶性分別一乘增上論》、《大乘最上要義論》，按照梵文，完整的題目應為《寶性分別---大乘無上續論》，係大乘佛教論書，為如來藏學派所尊奉的重要論書之一，在漢傳佛教與藏傳佛教中歷來受到重視。關於其作者，漢傳佛教中認為是堅慧（Sāramati）所作，而藏傳佛教中則認為是彌勒（Maitreya）的著作。

## 版本

### 漢傳佛教
漢傳佛教認為：全論皆為堅慧菩薩所造。漢譯由勒那摩提（Ratnamati；生卒年：？～约515年）譯。古代經錄，或作勒那摩提譯，或作菩提流支（Bodhiruci）譯；或作二人分別譯出，如『開元釋教錄』說：『菩提留支傳本，勒那、扇多參助，其後，……三處各翻，訖乃參校，其間隱沒，互有不同，致有文旨時間異綴，後人合之，共成通部，見（梁）寶唱等錄』。流傳中僅存一部，傳說為勒那摩提所譯。

### 藏傳佛教
藏傳佛教認為：論典偈頌為彌勒菩薩所造，釋論為無著Asaṅga菩薩撰述。
據西藏《青史》，俄譯師智具慧（藏語：རྔོག་ལོ་ཙཱ་བ་བློ་ལྡན་ཤེས་རབ།，威利转写：rngog lo tsA ba blo ldan shes rab，THL：ngok lo-tsa-ba (lotsawa) lo-den shé-rap）於迦薩彌羅隨智諦 （Sañjana） 學「慈氏五論」，且謂《辨法法性論》及《寶性論》其初並未流播，後來大手印法系傳人慈護，偶見一寶塔於隙縫中放出光明，由是覓出這兩部論典。他祈請彌勒菩薩，彌勒現身為其講授。慈護得法後，傳與歡喜名稱 （Ānandakīrti），再傳智諦，由是廣弘，並傳入藏地。